# Afram
Afram – rzeka w południowej Ghanie. Ma około 55 mil (89 km) długości. Wypływa z płaskowyżu Aszanti, płynie w kierunku południowo-wschodnim i uchodzi do jeziora Wolta (w przeszłości była dopływem rzeki Wolty). Rzeka jest ważna dla rybołówstwa, mimo że wysycha w okresie od października do marca, i zbiera prawie cały odpływ z płaskowyżu Kwahu. W dolinie rzeki teren jest bardzo płaski i często bagnisty oraz zalewany. Od czasu realizacji projektu Zapory Akosombo (rozpoczętego w 1961 roku i ukończonego w 1965 roku), dolny bieg rzeki Afram stał się ruchliwym ramieniem utworzonego jeziora Wolta, pełniącym rolę ważnego szlaku wodnego. W pobliżu rzeki znajdują się bardzo bogate złoża boksytu.